# 吉見宏明
吉見 宏明（よしみ ひろあき、1978年10月25日 - ）は、愛媛県出身の元プロ野球選手（二塁手・遊撃手）。右投左打。

## 経歴

### プロ入り前
愛媛県立松山商業高等学校時代は2年夏・3年春・3年夏の3度甲子園に出場。「奇跡のバックホーム」で知られる3年夏の決勝戦にも「1番・二塁手」でフル出場している。
高校卒業後は立正大学へ進学。3学年上に広田庄司が、同期に武田勝・金剛弘樹がいる。大学時代には1998年に行われた第33回IBAFワールドカップ日本代表にも選出されている。3年春からは2部リーグでのプレーとなったが、4年春には2部リーグ優勝を決めるサヨナラ打を放った。
その後、社会人野球の三菱ふそう川崎に入り、1年目には都市対抗野球にもスタメン出場。同年の神奈川県ベストナイン二塁手に選ばれたが2年目の2002年オフにプロ選手への夢を諦め切れずチームを退団し、三菱ふそうからも退社した。

### 統一時代
退団後は米国の独立リーグ球団との契約が纏まりかけていたが、中華職業棒球大聯盟に加盟する統一ライオンズからオファーがあり最終的には統一に入団。甲子園優勝経験のある選手のCPBL入りは吉見が初の事例となった。
アマチュア野球の経験のみでプロ経験がない選手ということで当初の評価は高くなかったが、2003年シーズンが始まると攻守に好成績を残し上位打線に定着。左投手に対する対応力の弱さや、遊撃手としては弱肩であることがウィークポイントとして指摘されたが、同年は最終的に91試合に出場して打率.334、1本塁打、47打点の好成績を残した。シーズン終了後には、日本人で初めて最佳十人（NPBのベストナインに相当）に二塁手部門で選出された。

### 統一退団後
同年オフに統一を退団し、NPB入りを目指してドラフト会議に参加したが、吉見を指名した球団はなかった。中日ドラゴンズが吉見を高く評価しており、同年の指名候補に挙がっていたが、最終的には指名を見送った。
指名漏れ後は独立リーグや社会人野球チームからのオファーもあったが、最終的には現役を引退した。引退後の2019年に行われたインタビューでは、「台湾の野球に充実感を感じ、満足したことで踏ん切りがついた」と述懐している。現在は故郷の愛媛で家業の建設業を継いでいる。

## 詳細情報

### 年度別打撃成績
| 年 度     | 球 団     | 試 合 | 打 席 | 打 数 | 得 点 | 安 打 | 二 塁 打 | 三 塁 打 | 本 塁 打 | 塁 打 | 打 点 | 盗 塁 | 盗 塁 死 | 犠 打 | 犠 飛 | 四 球 | 敬 遠 | 死 球 | 三 振 | 併 殺 打 | 打 率 | 出 塁 率 | 長 打 率 | O P S |
| --------- | --------- | ----- | ----- | ----- | ----- | ----- | -------- | -------- | -------- | ----- | ----- | ----- | -------- | ----- | ----- | ----- | ----- | ----- | ----- | -------- | ----- | -------- | -------- | ----- |
| 2003      | 統一      | 91    | 411   | 368   | 62    | 123   | 19       | 3        | 1        | 151   | 47    | 13    | 6        | 8     | 2     | 30    | 0     | 3     | 26    | 7        | .334  | .387     | .410     | .797  |
| 通算：1年 | 通算：1年 | 91    | 411   | 368   | 62    | 123   | 19       | 3        | 1        | 151   | 47    | 13    | 6        | 8     | 2     | 30    | 0     | 3     | 26    | 7        | .334  | .387     | .410     | .797  |

### 代表歴
- 第33回IBAFワールドカップ 野球日本代表

### 背番号
- 1（2003年）